# Турандино
Турандино — деревня в Ефимовском городском поселении Бокситогорского района Ленинградской области.

## История
Деревня Турашина упоминается на карте Новгородского наместничества 1792 года А. М. Вильбрехта.

ТУРАНДИНО — деревня Турандинского Сельское общество|общества]], прихода села Озерева. 

Крестьянских дворов — 19. Строений — 54, в том числе жилых — 24.

Число жителей по семейным спискам 1879 г.: 56 м. п., 60 ж. п.; по приходским сведениям 1879 г.: 49 м. п., 57 ж. п.

В конце XIX — начале XX века деревня административно относилась к Тарантаевской волости 5-го земского участка 3-го стана Тихвинского уезда Новгородской губернии.
В начале XX века близ деревни в пустоши Федово, на правом берегу реки Чагоды находился жальник, на могилах «плиты с надписями и кресты».

ТУРАНДИНО — деревня Турандинского общества, число дворов — 28, число домов — 50, число жителей: 75 м. п., 76 ж. п.; Занятия жителей: земледелие, лесные заработки. Часовня, земская школа. (1910 год)

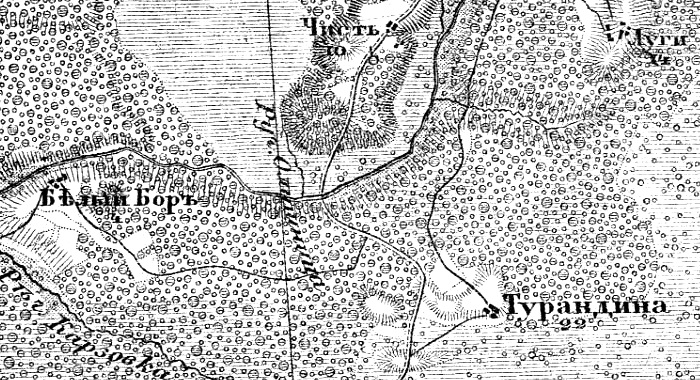
Деревня Турандино на карте 1912 года

Согласно карте Новгородской губернии 1912 года деревня называлась Турандина и насчитывала 22 крестьянских двора, вторая часть современной деревни называлась Белый Бор и насчитывала 4 двора.
С 1917 по 1918 год деревня входила в состав Тарантаевской волости Тихвинского уезда Новгородской губернии.
С 1918 года, в составе Череповецкой губернии.
С 1924 года, в составе Соминской волости Устюженского уезда.
С 1927 года, в составе Турандинского сельсовета Ефимовского района.
В 1928 году население деревни составляло 184 человека.
По данным 1933 года деревня Турандино являлась административным центром Турандинского сельсовета Ефимовского района, в который входили 4 населённых пункта: деревни Белый Бор, Луга, Турандино, Чисть, общей численностью населения 517 человек.
С 1954 года, в составе Озеревского сельсовета.
С 1965 года в составе Бокситогорского района.
По данным 1966 и 1973 годов деревня Турандино также входила в состав Озеревского сельсовета Бокситогорского района.
По данным 1990 года деревня Турандино входила в состав Климовского сельсовета.
В 1997 году в деревне Турандино Климовской волости проживали 17 человек, в 2002 году — 11 человек (все русские).
В 2007 году в деревне Турандино Климовского СП проживали 5 человек, в 2010 году постоянного населения не было.
В мае 2019 года Климовское сельское поселение вошло в состав Ефимовского городского поселения.

## География
Деревня расположена в южной части района на автодороге 41К-030 (Красная Речка — Турандино).
Расстояние до деревни Климово — 5 км.
Расстояние до ближайшей железнодорожной станции Ефимовская — 50 км. 
Деревня находится на правом берегу реки Чагода.

## Демография
| 1997 | 2002 | 2007 | 2010 | 2017 |
| ---- | ---- | ---- | ---- | ---- |
| 17   | ↘11  | ↘5   | ↘0   | ↗43  |

## Инфраструктура
На 1 января 2013 года в деревне числилось 9 домохозяйств.